# Nektar Therapeutics
Nektar Therapeutics Inc. ist ein US-amerikanisches Pharmaunternehmen mit Sitz in San Francisco, Kalifornien, Vereinigte Staaten, das im Jahre 1990 gegründet wurde.
Das Unternehmen entdeckt und entwickelt Medikamente in Bereichen mit hohem medizinischem Bedarf. Die Forschungs- und Entwicklungspipeline des Unternehmens für neue Prüfpräparate umfasst Behandlungen für Krebs und Autoimmunerkrankungen. Es nutzt seine Chemieplattform, um neue Medikamentenkandidaten zu entdecken und zu entwerfen. Diese Wirkstoffkandidaten nutzen ihre Technologieplattformen für Polymerkonjugate, die die Entwicklung neuer molekularer Einheiten ermöglichen sollen, die auf bekannte Wirkmechanismen abzielen. Die Programme umfassen Immunonkologie (I-O), Immunologie und Onkologie mit dem in der Entwicklung befindlichen Medikament ONZEALD (ein Topoisomerase I-Inhibitor). Es werden Medikamente entwickelt, die die Aktivität wichtiger Immunzellen wie zytotoxischer T-Zellen und Natural Killer (NK) -Zellen direkt oder indirekt modulieren sollen, um ihre Anzahl zu erhöhen und ihre Funktion zur Erkennung und zum Angriff auf Krebszellen zu verbessern.
Nektar Therapeutics ist ein Technologielieferant für eine Reihe von Pharmaunternehmen, darunter  Takeda Pharmaceutical, AstraZeneca, UCB, Hoffmann-La Roche, Bausch Health, Pfizer, Amgen, Halozyme Therapeutics, Bristol-Myers Squibb, Baxalta, Eli Lilly und Merck KGaA.
Das Unternehmen entwickelte das weltweit erste inhalierbare nicht injizierbare Insulin, Exubera, das vom Wall Street Journal für seinen technologischen Durchbruch mit Bronze ausgezeichnet wurde.